# Nour Heikal
Nour Heikal (arabisch نور هيكل, DMG Nūr Haikal; * 29. September 2003 in Alexandria) ist eine ägyptische Squashspielerin.

## Karriere
Nour Heikal spielte 2019 erstmals und seit 2021 regelmäßig auf der PSA Squash Tour und gewann auf dieser bislang zwei Titel. Der erste Titelgewinn gelang ihr in der Saison 2021/22 im August 2021 in Kairo nach einem Finalsieg gegen Kenzy Ayman. Ihr zweiter Turniersieg gelang ihr im März 2024 während der Saison 2023/24 in Edmonton. Sie schlug im Endspiel diesmal Menna Walid. In der Saison 2024/25 war Heikal erstmals für das Hauptfeld der Weltmeisterschaft qualifiziert. Ihre höchste Platzierung in der Weltrangliste erreichte sie mit Rang 48 am 10. März 2025.

## Erfolge
- Gewonnene PSA-Titel: 2